# Lazarus W. Powell
Lazarus Whitehead Powell, född 6 oktober 1812 i Henderson, Kentucky, USA, död där 3 juli 1867, var en amerikansk demokratisk politiker.
Han utexaminerades 1833 från St. Joseph College i Bardstown, Kentucky. Han studerade sedan juridik och inledde 1835 sin karriär som advokat i Henderson. Han inledde 1836 sin politiska karriär i Kentucky House of Representatives, underhuset i delstatens lagstiftande församling. Han var elektor för demokraterna i 1844 års presidentval i USA.
Powell förlorade 1848 års guvernörsval i Kentucky. Han var guvernör i Kentucky 1851-1855 efter att ha besegrat whigpartiets kandidat Archibald Dixon. Powell och Dixon hade en gemensam advokatbyrå i Henderson. Dixon hade tidigare varit viceguvernör i delstaten.
Powell var ledamot av USA:s senat från Kentucky 1859-1865. Han lyckades inte bli omvald i senaten; han återvände till sitt arbete som advokat och dog 1867 i Henderson. Hans grav finns på Fernwood Cemetery i Henderson.
Powell County, Kentucky har fått sitt namn efter Lazarus W. Powell.